# گلن سوتانتو
گلن سوتانتو (اندونزیایی: Glenn Victor Sutanto؛ زادهٔ ۷ نوامبر ۱۹۸۹) ورزشکار ورزش شنا اهل اندونزی است.

## افتخارات
وی در مسابقات کشوری و بین‌المللی در مجموع برندهٔ ۳ مدال طلا، ۹ مدال نقره و ۶ مدال برنز شده‌است.